# さいごまで/カナデアイ
「さいごまで/カナデアイ」は、2017年2月8日にavex  traxから発売された、日本の音楽ユニット・イトヲカシの2作目のシングル。

## 概要
- イトヲカシの2作目のシングル。
- 「さいごまで」は、「キットカット受験生応援キャンペーン」ソングと「河合塾」CMソングに、「カナデアイ」は、テレビアニメ『双星の陰陽師』オープニングテーマにタイアップされた。

## 演奏
- 伊東歌詞太郎：Vocal, Acoustic Guitar
- 宮田“レフティ”リョウ：Bass, Keyboards, Chorus
- 柴田佳則：Electric Guitar, Acoustic Guitar (#1.2)
- ICCHAN：Drums (#1.2)
- 北村真奈美：Piano (#1)
- MIZ：1st Violin (#1)
- 三國茉莉：2nd Violin (#1)
- 角谷奈緒子：Viola (#1)
- 佐野まゆみ：Cello (#1)

## 収録曲
全作詞・作曲・編曲：イトヲカシ
1. さいごまで
2. カナデアイ
3. さいごまで(Instrumental)
4. カナデアイ(Instrumental)

## タイアップ
- ネスレ日本「キットカット」キャンペーン・ソング(#1)[2]
- 「河合塾」CMソング(#1)[3]
- テレビ東京系アニメ『双星の陰陽師』オープニング・テーマ(#2)[4]